# Stephen Pink
Stephen Pink född 1948 i Minnesota är en amerikansk/svensk professor emeritus i datateknik.
Pink var verksam på Dartmouth College som biträdande professor och är numera pensionerad.
Han har varit verksam i många år på Luleå tekniska universitet under 1990-talet och början av 2000-talet. Pink var handledare åt Mikael Degermark och delaktig i Luleåalgoritmen. Pink har en kandidatexamen från Minnesota University, en magisterexamen från Cornell University och en doktorsexamen från Kungliga tekniska högskolan på en avhandling om internetprotokoll. Pink var fakultetsmedlem vid University of Rochester och var medlem på konferensen ACM SIGGCOMM år 1994. Pinks forskning är främst inriktad på algoritmer inom internet.
Han tilldelades 1998 års Telenor Research Award för sin utveckling av internet.